# Lorenz Stephani
Lorenz Stephani, auch: Laurentius Stephani (* 13. März 1588 in Greifswald; † 11. November 1657 in Sternberg) war ein deutscher Jurist und Rechtsgelehrter.

## Leben
Lorenz Stephani war ein Sohn des Greifswalder Rechtsprofessors Joachim Stephani (1544–1623) und der Barbara, geb. Ribow. Er studierte Rechtswissenschaften in Rostock, wurde in Heidelberg zum Doktor der Rechte promoviert und war zeitweise außerordentlicher Professor an der Universität Rostock. Herzog Johann Albrecht II. berief ihn 1614 als Justizrat nach Güstrow, wo er zwei Jahre später Beisitzer des Landgerichts von Mecklenburg-Güstrow wurde. 1623 wurde er ordentlicher Professor der Rechte in Rostock. 1636 ging er erneut nach Güstrow, um dort 15 Jahre als Kanzleidirektor tätig zu sein. Von 1651 bis zu seinem Tode war er Vizepräsident des Landgerichts in Sternberg.
Lorenz Stephani war mit Anna, einer Tochter des mecklenburgischen Rechtswissenschaftlers Ernst Cothmann verheiratet. Die beiden hatten vier Töchter und einen Sohn. Die Tochter Elisabeth Stephani (1620–1690) war ab 1643 in zweiter Ehe mit dem Rostocker Rechtswissenschaftler Heinrich Rahn (1601–1662) verheiratet.